# هاري إل. ويلسون
هاري إل. ويلسون (بالإنجليزية: Harry L. Wilson)‏ هو أستاذ جامعي أمريكي، ولد في 1957.